# Haroldo na Itália
Haroldo na Itália, Sinfonia (Op. 16), segunda sinfonia de Hector Berlioz, escrita em 1834.

## Criação
Baseada em poema Childe Harold's Pilgrimage de Lord Byron e escrita por sugestão de Niccoló Paganini (1782-1840), é posterior a sua Sinfonia Fantástica e em um raro momento de felicidade, quando estava vivendo com o seu grande amor, a atriz Harriet Smithson, com quem se casara em 1833.

## Descrição
Haroldo na Itália é uma sinfonia em quatro movimentos em que há destaque para a viola como instrumento solista. Nesta peça a "ideia fixa" (motivo condutor) é exercido por este instrumento, e permeia todos os movimentos da obra. É ela que simboliza o herói em questão. 
Primeiro Movimento:
Haroldo nas Montanhas - Cenas de Melancolia, de Felicidade e de Alegria (Harold aux Montagnes - Scènes de Mélancolie, de Bonheur et de Joie)
Adagio; Allegro.
Segundo Movimento:
Procissão dos Peregrinos Cantando a Prece Vespertina - (Marche des Pelèrins Chantant la Prière du Soir)
Alegretto.
Terceiro Movimento:
Serenata de um Montanhês dos Abruzzos a sua Amada - (Sérénade d'un Montagnard des Abruzzes à sa Maîtresse)
Allegro Assai.
Quarto Movimento:
Orgia de Salteadores. Lembranças das Cenas Precedentes -(Orgie de Brigands. Souvenirs des Scènes Précédentes)
Allegro Frenetico; Adagio; Allegro; Tempo I. 

## História
Haroldo na Itália foi executada pela primeira vez em 23 de novembro de 1834 com a Orquestra da Sociedade dos Concertos do Conservatório, tendo Chrétien Urhan como solista e Narcisse Girard como maestro. 
O primeiro registro fonográfico deu-se em 1946, com William Primrose como solista acompanhado pela Orquestra Sinfônica de Boston regida por Serge Koussevitzky.